# Concord Oval
Concord Oval fu un impianto sportivo multifunzione australiano ubicato nel sobborgo di Concord, un tempo facente parte della municipalità di Sydney e, dal 2000, di quella di Canada Bay, nel Nuovo Galles del Sud.
Ricostruito nel 1985 sullo stesso luogo di un impianto preesistente con lo stesso nome, ospitò due anni più tardi diversi incontri, tra cui una delle semifinali, della Coppa del Mondo di rugby 1987 che l'Australia organizzò congiuntamente alla Nuova Zelanda.
Terreno interno di diverse squadre sportive di Sydney, oltre al rugby a 15 ha ospitato anche gare internazionali di rugby a 13 e gare di club di calcio.
La sua capienza era di circa 20 000 spettatori e nel 2019 è stato approvato dal comune di Canada Bay, proprietario dell'impianto, un piano di demolizione della struttura e trasformazione in nuovo centro sportivo più capiente e moderno.

## Storia

### Il primo ovale
Lo stadio originale, chiamato St Luke's Oval dal nome della locale parrocchia intitolata a san Luca evangelista, sorse nel 1900 nel sobborgo di Concord e da subito fu l'impianto interno del Western Suburbs di rugby (oggi West Harbour), club della Inner Sydney, oltre a fungere da terreno di addestramento dei cavalli della polizia e, in seguito, di una pista di trotto nonché, infine, del campo interno del Western Suburbs Cricket Club.
Nel 1932, dopo alcuni lavori di ampliamento, prese il nome di Concord Oval.

### Il Concord Oval rinnovato
Nella sua precedente configurazione il Concord Oval non ospitò mai incontri internazionali di rugby, ma nel 1983 fu interessato da lavori di ristrutturazione quando in Australia e Nuova Zelanda iniziò a prendere piede l'idea di organizzare la prima edizione di quella che poi in effetti divenne la Coppa del Mondo di rugby.: i lavori, sostanzialmente una ricostruzione completa, terminarono nel 1985 e il nuovo stadio fu pronto per la Coppa del Mondo di rugby 1987; insieme al Ballymore Stadium di Brisbane il Concord Oval sorresse la parte australiana dell'organizzazione: a Sydney, infatti, furono disputati 4 incontri del girone dell'Australia, due dei quali dagli stessi Wallabies che, successivamente, ivi batterono l'Irlanda nei quarti di finale ma furono sconfitti dalla Francia in semifinale.
Furono in totale 10 (di cui 8 con l'Australia in campo) i test match tenutisi al Concord Oval, gli ultimi dei quali nel 1988; la concomitante presenza dei più capienti e rinnovati Football Stadium e Stadium Australia confinò l'Oval al rugby di club.
Per un periodo il campo fu anche terreno interno delle formazioni di calcio (maschile e femminile) dell'Inter Lions finché la municipalità di Canada Bay, sorta nel 2000 e che rilevò la proprietà dell'impianto da quella di Sydney, avviò un piano di rinnovamento della struttura, che beneficiò di un contributo di 30 milioni di dollari da parte del governo del Nuovo Galles del Sud.
Il 3 agosto 2019 si tenne all'Oval l'ultimo incontro di rugby, dopodiché iniziò l'opera di demolizione delle tribune per iniziare la preventivata trasformazione dell'impianto che, a regime, è destinato a diventare il centro di alto livello della formazione di rugby a 13 del Wests Tigers e un polo di aggregazione sportiva.

## Incontri di rilievo

### Rugby a 15
| Arbitro: | Brian Anderson |

|                       |      |                                                |
| Campese 48’ Codey 64’ | mt   | 40’ Lorieux 44’ Sella 54’ Lagisquet 80’ Blanco |
| Lynagh 48’, 64’       | tr   | 40’, 44’, 54’, 80’ D. Camberabero              |
| Lynagh 7’, 29’, 76’   | c.p. | 59’, 79’ D. Camberabero                        |
| Lynagh 4’             | drop |                                                |